# استان کوریتینگا
استان کوریتینگا (به لاتین: Kouritenga Province) یک منطقهٔ مسکونی در بورکینافاسو است که در ناحیه مرکز-است واقع شده‌است. استان کوریتینگا ۲٬۶۲۱ کیلومتر مربع مساحت و ۴۷۹٬۹۳۰ نفر جمعیت دارد.